# Парови (ТВ серија)
Парови (енгл. Coupling) је британски ситком који се емитовао на BBC2 од маја 2000. до јуна 2004. Окосница радње су љубавне и сексуалне авантуре и догодовштина шесторо пријатеља (три мушкарца и три жене) који исте ствари и догађаје тумаче на различите начине.
Серија је донекле инспирисана односом између сценаристе Стивена Мофата и продуценткиње Сју Верту а чак су и два лика у серији названа по њима. Стивен и Сју су се упознали преко заједничког пријатеља, власника продукцијске куће за коју је Сју радила. Након тога су почели да раде заједно а убрзо су се и венчали. Стивен је решио да искористи развој њихове везе као основу за нови ситком, па су тако настали централни ликови серије, Стив и Сузан. Остали ликови су Стивови и Сузанини бивши момак и девојка и најбољи пријатељи, који осликавају екстремне односе од поверења до параноје у везама.

### Сценарио
Како Сју каже, Стивен је сценарио писао на тавану куће а када је завршио, она је отишла два спрата ниже да га прочита да је он не би чуо како се смеје. Продуценткиња каже да није имала много замерки и да је прва верзија била скоро спремна за снимање.

## Ликови
У серији Парови скоро да нема епизодних улога. Углавном се радња врти око главних ликова. У серији су жене углавном самоуверене и отворених схватања, док су мушкарци потпуно бескорисни, збуњени и несигурни."
Међутим, Сали Харпер (коју игра Кејт Исит) је често несигурна по питању свог изгледа и нема среће са мушкарцима, а уз то се и плаши старења. Џејн Кристи (коју игра Џина Белман) која воли сексуалне авантуре и прилично је сигурна у свој изглед, је у ствари усамљена, а њену несигурност видимо када изведе свог новог дечка (за кога претпоставља да је невин)у кафић и плаши се да ће му се свидети Сузан. А опет Сузан Вокер (коју игра Сара Александер), која изгледа најприбраније од свих женских ликова, је несигурна због везе коју је Стив имао са Џејн.